# Гангур Марія Петрівна
Марія Петрівна Гангур (нар. 24 серпня 2000) — українська важкоатлетка, Майстер спорту України міжнародного класу, чемпіонка Європи.

## Результати
| Рік                           | Місце                      | Вага            | Ривок           | Ривок           | Ривок           | Ривок           | Поштовх         | Поштовх         | Поштовх         | Поштовх         | Загалом         | Місце           |
| Рік                           | Місце                      | Вага            | 1               | 2               | 3               | Місце           | 1               | 2               | 3               | Місце           | Загалом         | Місце           |
| Чемпіонат світу               | Чемпіонат світу            | Чемпіонат світу | Чемпіонат світу | Чемпіонат світу | Чемпіонат світу | Чемпіонат світу | Чемпіонат світу | Чемпіонат світу | Чемпіонат світу | Чемпіонат світу | Чемпіонат світу | Чемпіонат світу |
| ----------------------------- | -------------------------- | --------------- | --------------- | --------------- | --------------- | --------------- | --------------- | --------------- | --------------- | --------------- | --------------- | --------------- |
| 2023                          | Ер-Ріяд, Саудівська Аравія | до 64 кг        | 92              | 94              | 96              | 9               | 111             | 111             | 113             | 15              | 205             | 9               |
| 2022                          | Богота, Колумбія           | до 64 кг        | 99              | 99              | 99              | —               | 114             | 118             | 118             | 11              | —               | —               |
| 2021                          | Ташкент, Узбекистан        | до 59 кг        | 96              | 99              | 101             | 1               | 114             | 118             | 119             | 8               | 215             | 4               |
| 2018                          | Ашгабат, Туркменістан      | до 55 кг        | 76              | 78              | 78              | 32              | 92              | 95              | 97              | 34              | 173             | 31              |
| Чемпіонат Європи              |                            |                 |                 |                 |                 |                 |                 |                 |                 |                 |                 |                 |
| 2023                          | Єреван, Вірменія           | до 64 кг        | 98              | 98              | 98              | 3               | 116             | 116             | 119             | 5               | 214             | 2               |
| 2022                          | Тирана, Албанія            | до 64 кг        | 96              | 100             | 102             | 1               | 113             | 118             | 120             | 3               | 222             | 1               |
| 2021                          | Москва, Росія              | до 59 кг        | 89              | 93              | 93              | 6               | 108             | 113             | 113             | 8               | 197             | 7               |
| 2019                          | Батумі, Грузія             | до 55 кг        | 83              | 86              | 86              | 4               | 100             | 100             | 103             | 12              | 186             | 5               |
| Чемпіонат Європи серед молоді |                            |                 |                 |                 |                 |                 |                 |                 |                 |                 |                 |                 |
| 2022                          | Дуррес, Албанія            | до 64 кг        | 98              | 98              | 98              | 1               | 112             | 116             | 123             | 1               | 214             | 1               |